# Mark 81炸彈
Mark 81(Mk 81)250磅(110 kg)通用炸彈(綽號: "Firecracker"，鞭炮)是Mk 80系列低阻力通用炸彈中最細小的。

## 研發與部署
Mark 81炸彈於1950年代為美國軍隊所研發，在越南戰爭期間首次使用。該炸彈是由鍛鋼外殼和96磅(44 kg)的H6、Minol、Tritonal炸藥組成。Mk 81的威力被發現不足以用於美國的軍事戰術用途，它很快便停產，儘管這種武器的授權製造版本或複製品仍在其他多個國家服役。
開始研發Mk 81炸彈的精確導引武器變種型號(GBU-29)，因為與更大的炸彈相比，它具有減少附帶損害的潛力，但這個計劃現已被取消，取而代之的是GBU-39小直徑炸彈。

## 變種型號
- Mark 81 Snakeye配備Mark 14尾部減速裝置以在炸彈被投下後增加其阻力。炸彈在空中的時間增加，再加上其容錯率(相對)較高的安全空投外殼，允許以較慢的速度進行低空轟炸。常用於越南的密接空中支援任務(在更廣泛地使用GBU系列精準武器之前)。

- GBU-29聯合直接攻擊彈藥，是Mark 81的精準導引版本(已取消)。

### 引文
1. ↑  . GlobalSecurity.org.   [13 October 2010]. （原始内容存档于2022-04-13）.

### 來源
- Tom, Gervasi.  2 Paperback. London, England: The Book Service (TBS) Ltd. 1981. ISBN 978-0-394-17662-8.

## 外部連結
- Mk81 GP Bomb （页面存档备份，存于）
- Mk81 General-Purpose Bomb （页面存档备份，存于）
- DUMB BOMBS, FUZES, AND ASSOCIATED COMPONENTS （页面存档备份，存于）